# Kurt Taussig
Kurt Taussig (28. srpna 1923 Teplice – 19. září 2019 Londýn) byl československý stíhací pilot bojující za druhé světové války v řadách Royal Air Force (RAF).

## Život

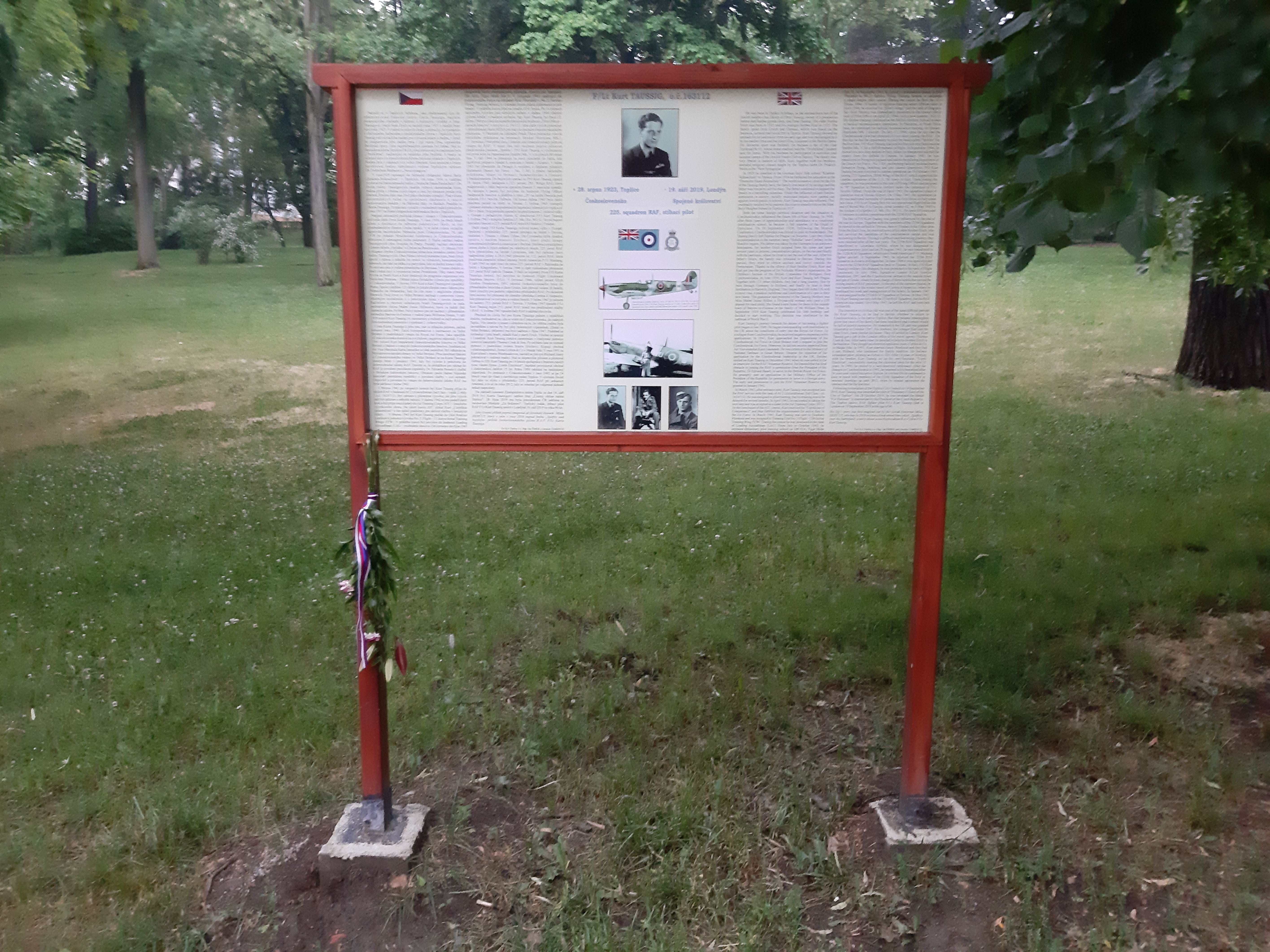
Plaketa v Lípové ulici - naproti budově Židovské obce Teplice

Narodil se v Teplicích v rodině obchodníka s kůžemi. Během ekonomické krize ve 30. letech se jeho rodina ocitla bez prostředků vlivem ekonomické krize, jež zničila jejich podnikání. Vyučil se v Mostě optikem. V patnácti letech byl odvlečen do internačního tábora, ve kterém strávil několik týdnů. Díky organizaci sira Nicholase Wintona se jemu a jeho bratrovi Karlovi podařilo vyhnout se koncentračnímu táboru; byl v jednom z dětských transportů, které Winton organizoval. V roce 1939 se dostal do Velké Británie, kde si následně podal přihlášku do RAF; prodělal výcvik v Jižní Rhodesii a Palestině. Sloužil u britské 225. perutě. V roce 1942 se přihlásil do československých jednotek, nebyl ovšem přijat. Důvodem byl jeho německý původ. Do bojových operací v řadách britského letectva se zapojil až začátkem roku 1945, přičemž létal na Spitfiru.
V RAF sloužil i po skončení války, a to v Itálii a Rakousku. Ze služby odešel v roce 1947, po jejím skončení žil ve Velké Británii.
Jeho životní příběh poprvé zmapoval až slovenský historik Milan Herčút, který o něm v roce 2016 napsal knihu Spitfiry nad bojištěm: příběh československého pilota R.A.F. F/Lt Kurta Taussiga. Širší veřejnosti jeho příběh zprostředkovala až série reportáží a následný dokument reportéra České televize Jana Beránka Nikam nepatřit z roku 2019. Dokument byl později oceněn Zvláštní cenou Mileny Jesenské, kterou uděluje Česko-německý fond budoucnosti.
Na základě usnesení Zastupitelstva města Teplic ze dne 14. září 2018 mu byl udělen titul Čestný občan města Teplic. Zemřel v Londýně 19. září 2019.